# Конституція 3 травня

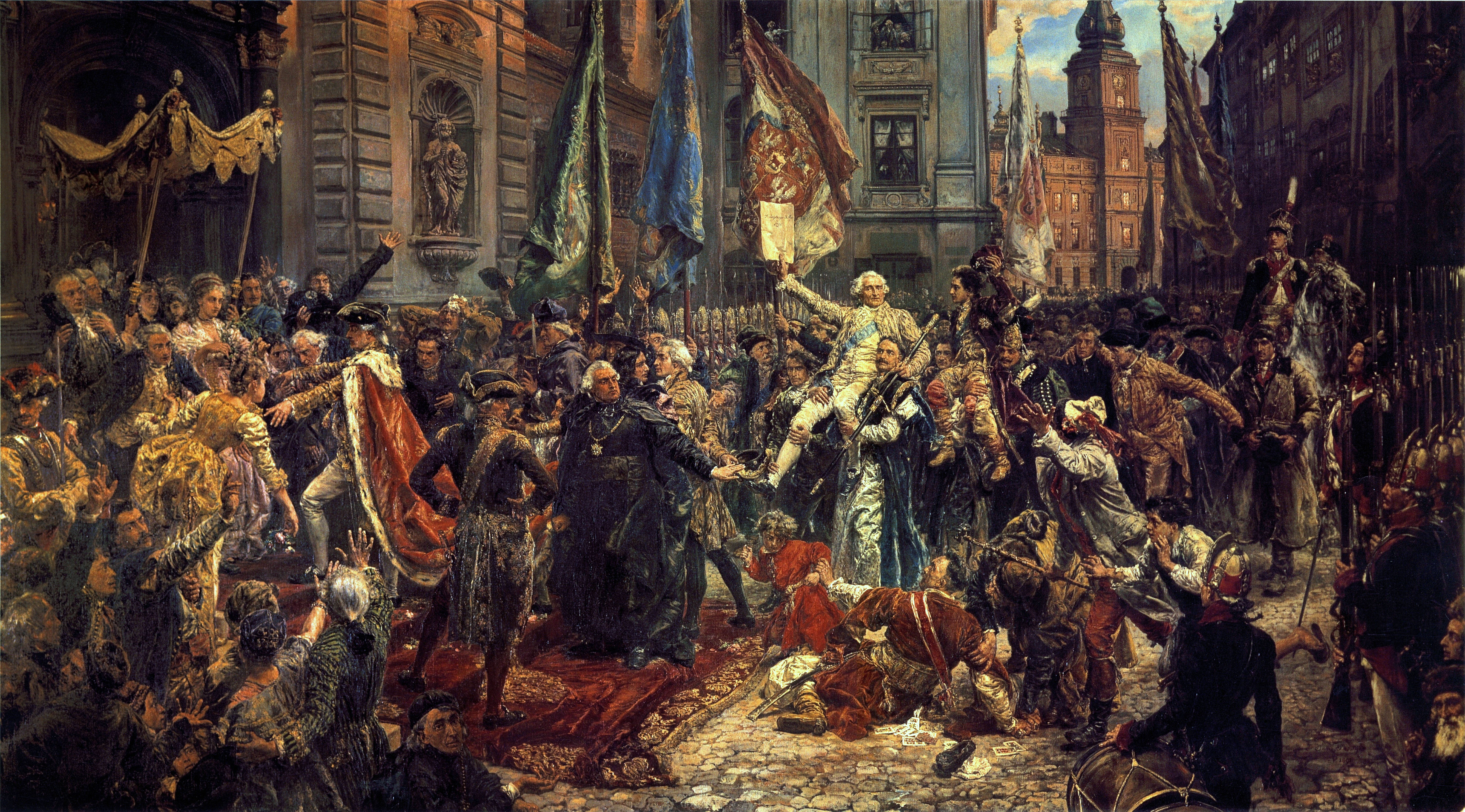
«Конституція 3 травня». Картина Яна Матейка

Конституція Речі Посполитої (Республіки Обох Націй) 3 травня 1791 (дослівно «урядовий закон» пол. ustawa rządowa) — прийнятий 3 травня 1791 р. акт, що регулював правову систему спадкової монархії Речі Посполитої. Вважається, що Урядовий акт 3 травня був першою у Європі та другою у світі (після американської 1787 року) кодифікованою конституцією в сучасному розумінні цього слова. 
Прийнята королем Станіславом Августом Понятовським "разом із об’єднаними удвох державами, які разом народ польський репрезентують". Конституція була покликана усунути давні вади політичного устрою Речі Посполитої, заснованого на вільних виборах і шляхетській демократії. Конституція змінила державний устрій на спадкову монархію, суттєво обмежила шляхетську демократію, позбавивши безземельну шляхту (голоту) права голосу та прийняття рішень у державних справах, запровадила часткове зрівняння в особистих правах міщан і шляхти, поставила селян під захист держави, пом’якшивши таким чином зловживання кріпацтва. Конституція офіційно скасовувала право liberum veto.
Прийняття Конституції, яка проголошувала спадкову монархію (замість виборної, яка діяла перед цим), викликало спротив прихильників старого «республіканського» устрою і ворожу реакцію Російської Імперії, яка з 1768 р. виступала покровителем Речі Посполитої і гарантом непорушності її устрою. Це спровокувало польсько-російську війну 1792 року, відому як «війна на захист конституції», в ході якої група польських магнатів, які виступали проти зміни політичного устрою у Речі Посполитій, заснували так звану Тарговицьку конфедерацію, яку підтримала російська імператриця Катерина II. Союзник Речі Посполитої, Фрідріх Вільгельм II, не став втручатися, що призвело до поразки Польщі, її новому поділу та втрати незалежності у 1795 році. 
Де-факто, Конституція припинила діяти (втратила чинність) 24 липня 1792 року, коли король Станіслав Август Понятовський приєднався до Тарговицької конфедерації. Загалом, Урядовий Акт був дійсним трохи більше ніж 14 місяців, протягом яких Чотирирічний сейм прийняв ряд деталізованих законів, які розвинули положення конституції. 23 листопада 1793 року Гродненський сейм визнав Чотирирічний сейм недійсним і скасував усі прийняті на ньому правові акти – у тому числі і Урядовий акт, тепер вже і де-юре.
Основним автором тексту Конституції 3 травня був король Станіслав Август Понятовський. Крім нього, значний внесок у її написання зробили також Ігнацій Потоцький, Гуго Коллонтай та королівський секретар Сціпіоне П'яттолі. За словами Ігнація Потоцького та Гуго Коллонтая, Конституція 3 травня була «останньою волею та заповітом згасаючої батьківщини».

## Складання та прийняття Конституції
Геополітична ситуація у Європі була сприятливою для прихильників реформ. Сусіди Польщі брали участь у війнах (переважно, з Османською імперією) та у вирішенні внутрішніх конфліктів. Найбільші можливості для реформ відкрив Чотирирічний сейм, який діяв з 1788 по 1792 рр. 7 вересня 1789 р. сейм призначив комісію у справах форми правління (Deputacja do Formy Rządu) на чолі з кам'янець-подільським єпископом Адамом Станіславом Красінським, до завдань якої входила розробка проєкту зміни устрою Речі Посполитої. 17 грудня 1789 р. до сейму було подано схвалений депутацією текст литовського надвірного маршалка Ігнація Потоцького під заголовком «Принципи форми правління» («Zasady do formy rządu»). Цей проєкт, згідно з республіканським духом, передбачав підпорядкування уряду сейму, а сейму – місцевим сеймикам, при збереженні виборності всіх державних посадових осіб, починаючи з короля.
У червні та липні 1790 р. Ігнацій Потоцький підготував поданий на розгляд сейму 2 серпня 1790 р. Проєкт форми правління, який складався з 658 статей і містив розлогий виклад його республіканських ідей. Цей проєкт, який передбачав для монарха досить обмежені повноваження, наштовхнувся на опір з боку Станіслава Августа. З 1790 р. сейм набув форми т.зв. Конфедеративного сейму («Sejm skonfederowany»). Конфедеративний сейм був продовженням сеймової конфедерації, створеної 7 жовтня 1788 року. Внаслідок посилення безпеки країни завдяки укладанню 29 березня 1790 р. оборонного союзу з Пруссією, король Станіслав Август почав прихильно ставитися до партії реформ або, як їх ще називали, Патріотичного блоку («Stronnictwo Patriotyczne»), яка складала більшість у сеймі. 4 грудня 1790 р. Ігнацій Потоцький у розмові зі Станіславом Августом погодився з тим, що король візьме у свої руки ініціативу в роботі над проєктом нової конституції, і цей проєкт, підготовлений таємно, буде у повному обсязі представлений сейму на затвердження. Основні положення нової конституції король продиктував своєму секретареві Сципіоне Піаттолі, і той поклав їх в основу наступних двох варіантів майбутньої конституції. Після обговорення цих текстів з Ігнацієм Потоцьким, король продиктував своєму співробітнику Олександру Ліновському проєкт під назвою «Реформа Конституції», який, у свою чергу, порадившись із Станіславом Малаховським, Гуго Коллонтаєм та Ігнацієм Потоцьким, ліг в основу наступного проєкту «Конституційні права», датованого 25 березня 1791 р. Цей текст, підготовлений Гуго Коллонтаєм, був дуже близький до остаточного варіанту Конституції 3 травня. Коллонтай також був остаточним редактором тексту майбутнього Основного Закону. Отже, попередній проект нової конституції був підготовлений королем за участю, зокрема, Станіслава Малаховського, Ігнація Потоцького, Гуго Коллонтая та особистого секретаря монарха Сціпіоне Піаттолі.

## Причини ухвалення
5 липня 1772 представники трьох сусідів Польщі (Росії, Пруссії й Австрії) зустрілися в Санкт-Петербурзі, де підписали акт про перший розподіл Польщі. Три загарбники зменшили територію Речі Посполитої на понад 211 тис. км².
Ці події спровокували обговорення про необхідність реформ державного устрою.

## Конституція 3 травня як компроміс між шляхтою і королем
Конституція стала компромісом між королівськими планами запровадження конституційної монархії і ідей лицарського стану про справжню шляхетську демократію. Підстави для цього порозуміння були закладені у середині 1790 року після приєднання Станіслава Августа до польсько-прусського союзу, а остаточно окреслені – у вересні того ж року. Шляхетство все більше орієнтувалося на короля як на захисника держави, і через це з більшою довірою ставилося до його політичної програми. У свою чергу, через ініціативи шляхетської еліти наблизити політичний устрій Речі Посполитої до провідних вільних держав тогочасного світу, на сеймових засіданнях все більше схилялися до конституційного проєкту, запропонованого королем. Остаточний варіант королівсько-шляхетської угоди був зумовлений низкою політичних подій на зламі 1790-1791 рр. Через розширення сеймової конфедерації наприкінці 1790 р. та нові вибори кількість послів на Сеймі зросла удвічі. Оновлена парламентська коаліція, скориставшись своєю чисельною перевагою, на початку січня 1791 р. вдалася до заворушень у парламенті і навіть загрози парламентського сепаратизму, змусивши короля піти на компроміс. Згідно угоди, Сейм приймав королівський проєкт, а шляхта в обмін на це отримала гарантії, що у майбутньому до конституції можна буде вносити доповнення. Шлях до прийняття Урядового Акту було відкрито. Щоправда, вже після прийняття конституції, ініціативи шляхти щодо поправок до неї задля суттєвого зміцнення повноважень Сейму означали, що політична модель конституційної монархії, розроблена Урядовим актом, набула рис конституційно-парламентської монархії.

## Прийняття конституції
Див.також: підписанти Асекурації 2 травня 1791 р. (польською мовою).
Прихильники конституції, побоюючись провокацій чи силової протидії з боку Російської Імперії, пришвидшили дату обговорення документа на два дні (первісно прийняття було заплановане на 5 травня 1791 р., скориставшись тим, що головні противники прийняття закону ще не повернулися з великодньої відпустки. Про дату сесії не було оголошено, і на засідання 3 травня поіменно викликали лише прихильників реформ.
Увечері 2 травня в палаці Радзивілів відбувся мітинг, під час якого було зачитано проєкт конституції. У ніч з 2 на 3 травня в будинку маршалка Малаховського було підписано так звану «Ассекурацію» («Assekuracja», від латинського «Assecuratio», узабезпечення) наступного змісту:
«У щирому бажанні врятувати батьківщину, в страшних для Речі Посполитої обставинах проєкт під назвою Урядовий акт, в руки його високості маршалка сеймового і коронної конфедерації поданий, до найзавзятішого виконання приймаємо, і нехай запорукою тій справі будуть любові до батьківщини і слово честі, яке для більшої надійності підтверджуємо нашими підписи». Підписи склали Малаховський і 83 сенатори та посли.
Парламентські обговорення та прийняття Конституції відбувалися в умовах небезпеки державного перевороту. Місце засідання, королівський замок у Варшаві, охороняли королівська гвардія та військові частини під командуванням князя Юзефа Понятовського, який разом із групою офіцерів перебував у одній з замкових кімнат біля трону.
До замку прибули 182 депутати та сенатори (з 500 офіційних сенаторів та послів на Сейм), 72 з яких були противниками проєкту Конституції.
Законопроєкт про прийняття нового закону викликав жваві протести парламентської опозиції. Депутат від Каліша Ян Сухожевський витягнув свого кількарічного сина на середину кімнати, кричачи: «Я вб’ю свою власну дитину, щоб вона не дожила до рабства, яке цей проєкт несе країні» (через кілька місяців він заявляв у Відні, що його «били і топтали» члени Патріотичного блоку). Мазовецький воєвода Антоній Малаховський, войніцький каштелян Пьотр Ожаровський, посли Францішек Мєльжинський (від Познані) і Антоній Злотніцький (від Поділля) наголошували, що кожен пункт майбутньої конституції слід обміркувати і обговорити, що статті про престолонаслідування суперечать чинним pacta conventa (умовам, підписаним на коронації), а також нагадували що у сеймикових інструкціях (з якими місцеві сеймики відряджали послів на головний сейм) про передачу престолу у спадок говориться негативно. Прихильники проєкту наголошували на зовнішніх загрозах і вказували, що збереження попередньої політичної системи Речі Посполитої загрожує катастрофічними наслідками для країни.
Конституція була прийнята представниками від обох народів в сенаторському залі. Випадково сталося так, що її прийняли, не читаючи. Посол від Інфлянтів (Лівонії) Міхал Забелло закликав Сейм ухвалити конституцію, а короля – присягнути на ній. Король підняв руку на знак бажання виступити. Прихильники конституції витлумачили це як готовність Станіслава Августа скласти присягу. Король склав присягу перед краківським єпископом Феліксом Павлом Турським, потім закликав присутній до колегіати св. Йоана на подячну месу.
Конституція була прийнята більшістю голосів, під оплески зібраної аудиторії та натовпу, що зібрався перед замком. Протест проти прийняття Конституції підписали 28 осіб, але деякі згодом відкликали свої підписи.
7 травня сеймові маршалки видали універсал, в якому повідомлялося про прийняття конституції. Текст його містив такі слова: «Наша батьківщина вже зцілена. Наші свободи забезпечені. Тепер ми вільна і незалежна нація. Впали пута рабства і безладдя».

## Підписанти

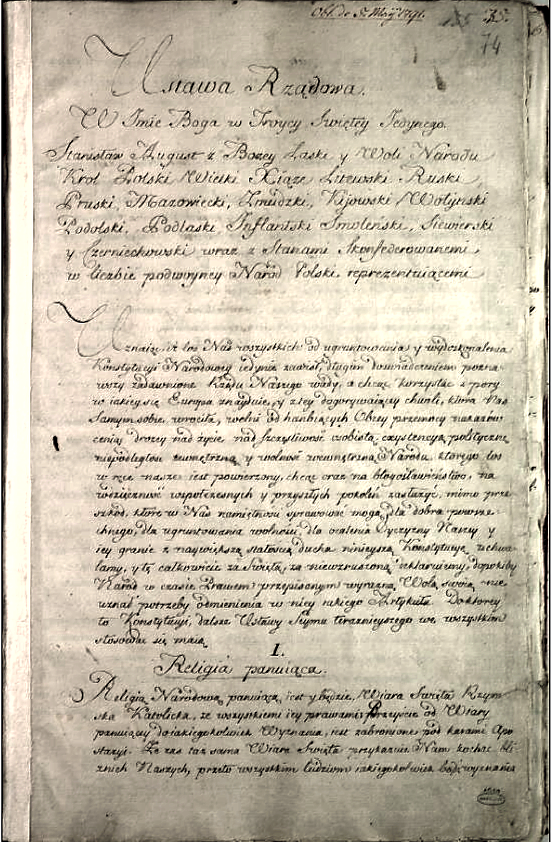
Оригінал Конституції 3 травня

Дивись також категорію: Підписанти Конституції 3 травня.
•           Станіслав Малаховський, великий референдарій коронний, маршалок сейму і конфедерації провінцій Корони.
• Казимир Нестор Сапєга, генерал литовської артилерії, маршалок конфедерації Великого князівства Литовського.
• Юзеф Казімєж Коссаковський, єпископ Лівонії та Курляндії, наступник-коад'ютор Віленського єпископства, як заступник
• Антоній Барнаба Яблоновський, каштелян краківський, депутат від Сенату Малої Польщі.
• Шимон Казімеж Шидловський, каштелян жарнувський, депутат сенату Малопольського воєводства.
• Францішек Антоній Квілецький, каштелян каліський, депутат конституції від Сенату від Великопольського воєводства.
• Казимир Костянтин Платер, каштелян генерала Троцького, депутат конституції від Сенату Великого князівства Литовського.
• Валеріан Стройновський, підкоморій буський, волинський депутат, конституційний депутат від Малопольщі.
• Станіслав Костка Потоцький, депутат від Любліна, конституційний депутат від Малопольського воєводства.
• Ян Непомуцен Збоїнський, депутат від Добжинського воєводства, депутат конституції від Великопольського воєводства.
• Томаш Нововейський, мисливець і депутат Вишогрудського воєводства, депутат конституції.
• Юзеф Радзіцький, камергер і депутат Задрозького краю, конституційний депутат від Великопольського воєводства.
• Юзеф Забелло, депутат від Жемайтійського князівства, депутат конституції.
• Яцек Антоні Путкамер, депутат від Мінського воєводства, конституційний депутат від провінції Великого князівства Литовського.

## Противники конституції
Дивись також категорію: Депутати Чотирирічного сейму – підписанти маніфесту проти Конституції 3 травня.
На думку багатьох, сейм, прийнявши Конституцію 3 травня, зрадив свій головний обов'язок – захищати шляхетську вільність від спроб короля обмежити її. Прихильники Конституції 3 травня визнавали державу та її незалежне існування вищим благом, від якого також залежить існування свободи громадян. Для прихильників колишнього республіканського уряду, серед т. зв. «невдоволених», головним благом була свобода, якою не варто було жертвувати заради зміцнення держави. Невдоволені стверджували, що стали жертвами монархічної змови, яка позбавила шляхту свободи. Анонімний автор памфлету «Роздуми про польську Конституцію» писав: «Польщо, ти вже не Польща, бо ти невільна». При цьому «вітчизняна» та іноземна деспотії у цьому памфлеті ототожнювалися. Северин Жевуський писав до короля: «наші кайдани – завжди кайдани; чужою чи рідною рукою надіті, вони однаково важкі». Стверджувалося, що Чотирирічний сейм вчинив державну зраду, зрадивши Акт конфедерації 1788 р., який гарантував берегти як головну святиню «вільний устрій республіканський». Депутат Іґнацій Хомінський застерігав: «ви вже бачите, що Сейм став господарем вашої волі, а ти, народе, який мав силу обирати своїх владників, втратив її». Обурення невдоволених викликала передача Урядовим актом законодавчої влади від місцевих зборів до Сейму та визнання сеймових послів представниками усього народу. Критикувалося прийняття політичних рішень без консультацій із сеймиками, «які висловлювали волю народу та думки, які приймалися рішеннями Сейму». Противники конституції підкреслювали, що листопадові сеймики не погоджувалися на спадковість трону в Польщі, звинувативши сейм в узурпації влади. З'явилися твори, в яких описувався деспотизм державних рад, а Польська революція порівнювалася з Французькою.
Волинські депутати (Юзеф Клеменс Чарторийський, Бенедикт Гулевич і Юзеф Пінінський) у своєму маніфесті проти Конституції 3 травня скаржилися на позбавлення обов’язкової влади депутатів від місцевих сеймиків: «народ не у Варшаві, а в цілій країні, і волю його висловлюють не сенатори, а інструкції, які складаються на сеймиках по воєводствах». Дизма Боньча-Томашевський з обуренням писав як «кілька десятків послів, маючи на це ані повноважень, ані доручень, звільнили короля від присяги, яку він склав перед тисячами шляхтичів, що зібралися на затвердження pacta conventa». Невдоволені вважали, що порушення королем присяги і, водночас, базових прав означало порушення договору між королем і народом, а значить – ставить під сумнів право короля обіймати престол.

## Повалення конституції
Закінчення війни з Туреччиною та Швецією дозволило імператриці Катерині II зосередити більше уваги на Польщі. Оскільки вона вважала Польщу фактичним протекторатом Росії, прийняття конституції в її очах ставило російський вплив під велику загрозу. Контакти між польськими реформаторами та французькими революційними Національними установчими зборами розглядалися сусідами Польщі як частина ширшої політичної змови, спрямованої на повалення абсолютних монархій. Прусський дипломат Евальд Фрідріх фон Герцберг висловив занепокоєння європейських консерваторів, сказавши, що «прийнявши конституцію, поляки завдали смертельного удару прусській монархії».
Група польських магнатів, до якої входили Станіслав Щенсний Потоцький, Ксаверій Браницький і Северин Жевуський, які від самого початку були проти Конституції, звернулися до імператриці Катерини II з проханням втрутитися і відновити їхні привілеї, скасовані Конституцією. За її підтримки вони створили Тарговицьку конфедерацію і проголосили відмову від Конституції за поширення «зародків ідеї демократії». Ці дії Сейм розцінив як державну зраду і 27 січня 1792 р. ухвалив акт про відібрання гетьманської булави у Потоцького та Жевуського.
Учасники конфедерації («Тарговічани») стверджували, що «просять про введення армії Її Величності імператриці Катерини Великої з Росії, союзниці Речі Посполитої, з єдиними намірами – повернути вольності полякам і Речі Посполитій, і зокрема забезпечити усім громадянам щастя та безпеку».
18 травня 1792 р. російський посол Яків Булгаков передав міністру закордонних справ Йоахіму Літавору Хрептовичу декларацію петербурзького двору, в якій Польща звинувачувалась у переслідуванні православних і зговорі з Оттоманською Портою. Того ж дня понад 20-тисячна армія Конфедерації вторглася до Польщі разом із 97-тисячною російською армією – загартованими в боях досвідченими піхотинцями.
Польський король і реформатори спромоглися виставити проти них лише 37-тисячне військо – переважно недосвідчених новобранців. Тим не менше, під командуванням Тадеуша Костюшка та Юзефа Понятовського, племінника короля, вони завдали росіянам поразки у кількох битвах. Однак смертельного удару польській державі завдав сам король: коли в липні 1792 р. у Варшаві опинилася загроза облоги росіян, Станіслав Август Понятовський зневірився у можливості перемогти росіян з огляду на їхню чисельну перевагу. Король вирішив, що єдиною альтернативою повному розгрому і розправі над реформаторами стане капітуляція.
24 липня 1792 року король Станіслав Август Понятовський відступив від партії реформаторів і приєднався до Тарговицької конфедерації. Польська армія зазнала поразки, і багато реформаторів, вважаючи справу програною, залишили країну та подалися в еміграцію. Проте король не зміг врятувати Річ Посполиту. На подив самих конфедератів, у 1793 році відбувся другий поділ Польщі, Росія захопила близько 250 тис. км², а Пруссія – близько 58 тис. км². Річ Посполита займала тепер приблизно 212 км² і перетворилася на невелику буферну державу, яку контролювала російська армія, а король виконував суто декоративні функції.
Півтора року польські патріоти чекали слушного моменту, готуючись до повстання. 24 березня 1794 року в Кракові Тадеуш Костюшко оголосив повстання, яке увійшло в історію як повстання Костюшка. 7 травня він видав Поланецький універсал, який обіцяв свободу і землю селянам, які приєднаються до повстання.
Після кількох початкових перемог — Рацлавицької битви (4 квітня), взяття Варшави (18 квітня) і Вільнюса (22 квітня) — повстання отримало нищівного удару — війська Росії, Австрії та Пруссії розпочали збройну інтервенцію. Як вважають історики, повстання заздалегідь було приречене на поразку, враховуючи величезну чисельну перевагу трьох могутніх загарбників. Поразка війська Костюшка призвела до остаточного третього поділу Польщі в 1795 р.

## Значення Конституції 3 травня для Польщі
Король Станіслав Август писав текст Конституції 3 травня, як згадували сучасники, «спираючись головним чином на Конституцію Сполучених Штатів, але без її помилок, а також адаптувавши її до реалій Речі Посполитої». Дійсно, і у польській, і у американській конституціях зустрічаються подібні риси, продиктовані філософією Просвітництва – як, наприклад, ідеї Монтеск’є про поділ і баланс між гілками влади. Наприклад, за словами Конституції від 3 травня (стаття V), «щоб безпека держав, свобода громадян і порядок громад в однаковій вазі назавжди лишалися, три гілки уряду народу польського мають (і за правом нинішнім будуть) складати: законодавчу владу в зібранні станів, вищу виконавчу владу у особі короля і королівської ради, а також судову владу, представлену в установах, створених або таких, що мають постати» – а також ідею створення двопалатного парламенту. Можна сказати, що Конституція надала владу народові (хоча дати чітке визначення «народу» у тодішніх реаліях досить важко). Для такого визначення тодішнім законодавцям бракувало послідовності та продуманої концепції, хоча на «народ» текст Конституції посилається часто. Народ слід визначати в контексті кожного конкретного положення Конституції, оскільки вона містить три різні його поняття: 1. Народ, як усі жителі держави (всі піддані), незалежно від їхньої класової приналежності; 2. Народ, як політичний клас - тобто певний стан, шляхта; 3. Народ, як заможна частина всіх жителів держави, що здійснює політичну владу. Якщо казати про «носія влади», то тут під народом розуміється виключно шляхта, при чому, заможна шляхта, яка володіє землею.
Конституція 3 травня містила 11 статей. Було введено закон про загальну незалежність (для шляхти й міщан) і тристоронній поділ влади на законодавчу (двопалатний парламент), виконавчу (король) і судову.
Конституція обмежувала надмірні правові імунітети та політичні привілеї шляхти. Також вона обмежувала демократію, позбавляючи частину суспільства («голоту», тобто, безземельну шляхту) політичних прав. У більш ранньому (18 квітня 1791 р.) законі «Наші королівські вільні міста в державах Речі Посполитої» ці права надавалися міщанам. У статті III цього закону було передбачено, що він буде невід'ємною частиною Конституції. Цей акт надавав міщанам право на особисту безпеку (neminem captivabimus nisi iure victum, тобто, у перекладі з латини, заборона ув’язнювати без рішення суду), право володіння земельними маєтками, право займати офіцерські посади та посади в державному управлінні, право набуття шляхетства. Згідно цього закону, прості люди отримували опіку «державного права та адміністрації». Це був перший крок до скасування кріпацтва і надання виборчих прав цьому найбільшому і найбільш експлуатованому соціальному класу.
Конституція передбачала планові засідання сейму кожні два роки та позапланові засідання у разі загальнодержавної потреби. Нижня палата (палата представників, «Izba Poselska») складалася з 204 депутатів і 24 представників (уповноважених) від «королівських» (тобто, самоврядних на німецькому праві) міст. Верхня палата (сенат, «Izba Senacka») складалася з 132 членів: сенаторів, воєвод, каштелянів, міністрів і єпископів.
Виконавча влада перебувала в руках королівської ради, яка називалася Вартові законів («Straży Praw»). На чолі ради стояв король. Рада складалася з п’яти вказаних ним міністрів: міністра поліції, міністра печатки (тобто внутрішніх справ — печатка була традиційним атрибутом попередніх канцлерів), міністра печатки закордонних справ, військового міністра і міністра казначейства. Міністри обиралися королем, але були відповідальні перед сеймом. До складу комітету, крім міністрів, також входили примас (який був головою комісії народної освіти) і (без права голосу) спадкоємець престолу, голова сейму та два секретарі. Ця рада виникла на основі подібної ради, яка діяла в попередні два століття і була санкціонована «Генріковими статтями» (1573 р.). Кожен правовий акт, виданий королем, вимагав контрасигнатури одного з міністрів. Узагальнюючи, король, «нічого сам не чинить, і відповідальності ні за що нести перед народом не може», аналогічний британському «The King can do no wrong» («король не може чинити неправильно»).
Щоб зміцнити єдність і безпеку Речі Посполитої, Конституція скасувала Польсько-Литовську Унію на користь унітарної держави. Як наслідок, конституція та акт Взаємної Обітниці («Zaręczenie Wzajemne») обох народів поклали кінець фактичній унії, яка існувала з 1569 року між Короною Польською та Великим князівством Литовським, офіційно створивши Республіку Польща. Замість вільних виборів короля запроваджувалися вибори всередині династії. Це положення мало на меті зменшити вплив іноземних держав на вибір спадкоємця престолу. Згідно з конституцією, після смерті Станіслава Понятовського трон мав стати спадковим і перейти до Фрідріха Августа І з династії Веттінів, з якої походили два попередні польські королі.
Конституція скасувала кілька практик, які послаблювали уряд та призводили до анархії, зокрема: liberum veto, конфедерації, конфедеративні сейми та надмірний вплив місцевих сеймиків, що випливав з обов’язкового характеру інструкцій, даних представникам до головного сейму.
Конституція визнавала католицизм домінуючою релігією, водночас забезпечуючи свободу віросповідання, хоча віровідступництво або відхід від католицизму все ще вважався злочином. Чисельність армії мала збільшитися до 100 тис. солдатів. Запроваджувалися фіксовані податки — 10% для дворянства, 20% для духовенства. Через кожні 25 років після ухвалення Урядового акту мав збиратися Конституційний сейм для розгляду змін до конституції.
Складовою частиною Конституції 3 травня були затверджений Закон від 18 квітня 1791 р. «Наші королівські вільні міста в державах Речі Посполитої» (конституція, ст. III) та «Закон про сеймики», затверджений 24 березня р. того ж року. Дехто також додає до цього переліку «Декларацію об’єднаних держав» від 5 травня 1791 р., що підтверджувала Урядовий Акт, прийнятий двома днями раніше, і Взаємну Обітницю обох народів від 22 жовтня, яка підтверджує єдність і неподільність Польської Корони і Великого князівства Литовського. Положення Урядового акту були розширені численними виконавчими постановами, ухваленими в травні-червні 1791 р. щодо сеймів і сеймових судів (два акти від 13 травня), Вартових прав (1 червня), національної комісії (тобто міністерства) поліції (17 червня) та цивільної адміністрації (24 червня).
Робота над Конституцією 3 травня до так залишилася незавершеною. Її співавтор Гуго Коллонтай оголосив про поточну роботу над економічною конституцією, яка гарантуватиме право на власність для всіх і забезпечить захист і гідність кожної праці. Третім документом, з яким мав справу Коллонтай, була «моральна конституція», ймовірно, польський еквівалент американського Білля про права та французької Декларації прав людини і громадянина.
Конституція була офіційно внесена до міських архівів Варшави 5 травня 1791 р. і з цього моменту фактично набула чинності. Конституція була скасована Тарговицькою конфедерацією, підтриманою Росією, внаслідок інтервенції російських військ під час польсько-російської війни 1792 року.

## Спадок
Попри розподіли Польщі, пам’ять про другу в світовій історії письмову національну конституцію (яку політологи вважають дуже прогресивним для свого часу документом) допомогла зберегти прагнення Польщі до незалежності та створення справедливого суспільства для наступних поколінь. У Польщі її вважають вершиною всього доброго і світлого в польській історії та культурі. З моменту відновлення незалежності в 1918 році День Конституції 3 травня відзначається як найважливіше державне свято.
До прийняття Конституції 3 травня термін конституція використовувався для опису всіх законів, ухвалених сеймом. Лише після 3 травня 1791 р. поняття конституції набуло свого сучасного значення, визначаючи основний правовий акт, основний закон.
Сама концепція кодифікації національної конституції стала революційною в історії політичних систем. Першою такою конституцією була Конституція США, написана в 1787 р. і набула чинності в 1789 р. Друга — Конституція Речі Посполитої, прийнята 3 травня 1791 р. Незважаючи на географічну віддаленість одна від одної, Польща та Сполучені Штати виявилися схожими у тому, як вони сформували свої політичні системи. На відміну від великих абсолютних монархій, обидві країни були в основному демократичними. Королі Речі Посполитої обиралися на виборах, а сейм мав широку законодавчу владу. Відповідно до Конституції 3 травня Польща надала політичні привілеї міщанам і шляхті, які разом становили приблизно 10 відсотків населення країни. Цей відсоток приблизно відповідав засадам доступу до політичних прав в тогочасній Північній Америці, де громадянські права були доступні тільки для чоловіків-землевласників. Поразка польських лібералів лише на деякий час відтермінувала демократичні зміни. Розширення демократії сповільнилося внаслідок знищення польської держави, але в Америці поступово встановилася демократична система. Демократичні рухи незабаром почали кидати виклик абсолютним монархіям у Європі. Конституція Третього травня була перекладена (у скороченому варіанті) французькою, німецькою та англійською мовами. Учасники Французької революції виголосили тост за короля Станіслава Августа та Травневу конституцію. Вони зробили це не лише через прогресивний характер польської Конституції, а й тому, що польсько-російська війна 1792 року та повстання Костюшка зв’язали значні російські та прусські сили, завдяки чому їх не вдалося використати для розгрому революційної Франції. Томас Пейн вважав Конституцію Третього травня великим проривом. Едмунд Берк описав це як «найшляхетніше благо, яке коли-небудь отримувала будь-яка нація...». А про Станіслава Августа він писав: «Станіслав II заслужив місце серед найбільших королів і державних діячів в історії». Зрештою виявилося, що «консерваторам» вдалося зупинити марш демократії в Європі трохи більше ніж на століття – після Першої світової війни більшість європейських монархій змінилися демократичними державами. Серед них була відроджена Друга Польська Республіка.
Слід також зазначити, що навіть у міжвоєнній Польщі (ІІ Речі Посполитій) були ті, хто оцінював Конституцію 3 травня негативно і вважав, що саме вона стала причиною падіння Першої Речі Посполитої.

## Дискусія про першість
Польська історіографія вважає Конституцію 3 травня першою у Європі конституцією. В українській історіографії титул першої конституції часто віддається «Пактам і постановам» Пилипа Орлика («Pacta et Constitutiones Legum Libertatumque Exercitus Zaporoviensis» 1710 р.). Крім того, найдавнішою у світі можна назвати Британську конституцію, яка бере свій початок з Великої Хартії Вольностей («Magna Carta Libertatum», 1215 р.). Проте через різні особливості наведених вище документів, коректним буде назвати Конституцію 3 травня першим у Європі повністю кодифікованим Основним законом, який набув фактичної чинності у межах де-факто існуючої держави. Це відрізняє польську конституцію від «Пактів» Пилипа Орлика, які діяли короткий час на обмежених територіях, і від Британської конституції, яка складається з розрізнених документів, не об’єднаних у один спільний кодекс.

## Рукописи і перші публікації Конституції 3 травня
У Головному архіві древніх актів у Варшаві зберігаються три оригінальні рукописи Конституції 3 травня. Ці рукописи є не окремими книгами, а частинами великих книг, що містять добірки документів тієї епохи (наприклад, книга Литовської метрики, яка містить Конституцію, має 722 сторінки, 8 з яких займає текст Конституції: з 75 по 82).
Рукописи Конституції 3 травня містяться в наступних кодексах:
• Литовська Метрика - рукопис, написаний на аркушах розміром 40 × 25 см, з підписами маршалків і членів конституційної депутації. Примірник, швидше за все, зберігався в Королівській бібліотеці
• Публічний архів Потоцьких - рукопис написаний на аркушах розміром 40 × 25 см, з підписами маршалків і членів конституційної депутації. Копія зберігалася в родині Потоцьких
• Архів Чотирирічного сейму - рукопис написаний на аркушах розміром 23,5 × 39 см, з підписами маршалків. Примірник зберігався у сеймових секретарів.
Протягом року після прийняття Конституція 3 травня була видана в Польщі чотирнадцять разів загальним накладом 20-30 тисяч примірників. Передруки також публікувалися в газетах (наприклад, «Gazeta Narodowa i Obca»).
Новини про прийняття Конституції швидко почали з'являтися в європейській пресі. Вже 15 травня 1791 року згадка про цю подію з'явилася в «Gazette de Leyde». 20 травня інформацію на цю тему повідомили «The Times» і «The Morning Chronicle». У червні 1791 року перекладений текст Конституції від 3 травня з'явився в трьох британських газетах. 

## Свято Конституції 3 травня
Основна стаття: Державне свято Конституції 3 травня
3 травня 1791 року було визнано Днем Конституції 3 травня. Святкування цього свята було заборонено під час поділів, а у Другій Речі Посполитій його відзначали з квітня 1919 року. Під час Другої світової війни День Конституції був заборонений нацистами та радянською владою, а після антикомуністичних демонстрацій у 1946 році в Польщі його замінили святкуванням 1 травня. У січні 1951 року свято 3 травня було офіційно заборонено комуністичною владою. У 1981 році влада знову святкувала прийняття травневої конституції. До 1989 року в Польщі цього дня часто відбувалися антиурядові та антикомуністичні протести та демонстрації. Після зміни політичної системи, з квітня 1990 року, День Конституції 3 травня став одним із найбільш урочистих польських свят. У 2007 році День Конституції 3 травня вперше відзначили в Литві.

## Додаткові відомості
• Рукопис Конституції 3 травня зберігається в Центральному архіві древніх актів у Варшаві.
• Паризьке видання тексту Конституції 3 травня, перекладеного французькою мовою, датованого 1791 роком, знаходиться в колекції Національної бібліотеки з 2012 року.
• Ухвалою Сейму Республіки Польща 9-го скликання від 27 листопада 2020 року постановлено встановити 2021 рік Роком Конституції 3 травня.